# Einbandforschung

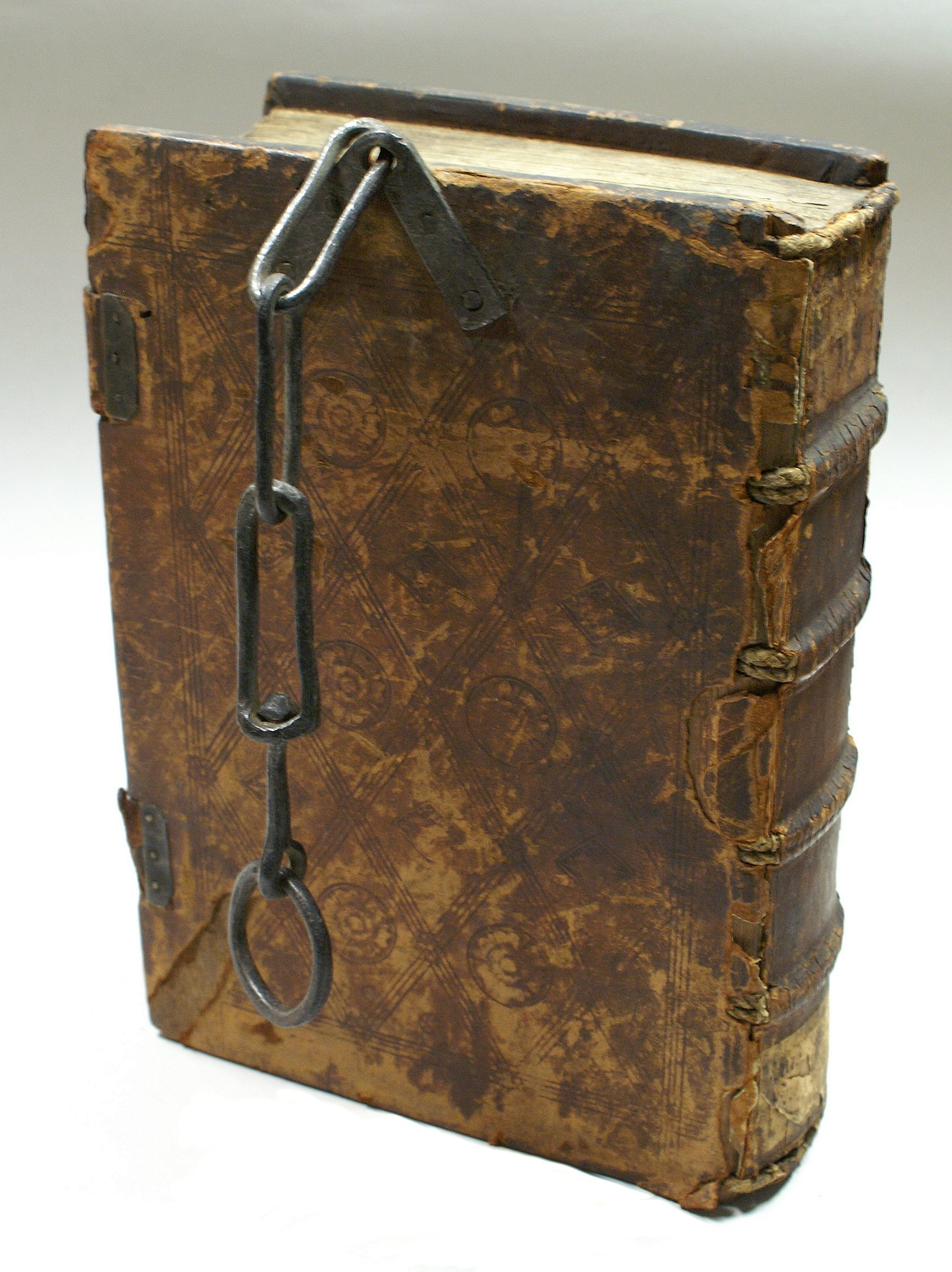
Kettenbuch, Einband 15. Jh., mit geprägtem Leder überzogene Buchdecke aus Holz; eingebunden mehrere Inkunabeln

Die Einbandforschung (oder auch Einbandkunde) ist eine Hilfswissenschaft und ein Teilgebiet der Buch- und Bibliotheksgeschichte. Sie verfolgt das primäre Ziel, durch das Nachzeichnen der Geschichte von Bucheinbänden, ihrer Formen, Funktionen, ihres Schmuckes und ihrer Herstellung Rückschlüsse auf die Entstehungsorte und Datierung sowohl der Einbände selbst als auch der Buchinhalte ziehen zu können.
Weitere Arbeitsgebiete der Einbandforschung sind die Erforschung der Entwicklung des Buchbindergewerbes, einschließlich seiner soziologischen und wirtschaftlichen Implikationen, das Entlarven von Einbandfälschungen, sowie die kulturpolitische Aufgabe, einer interessierten Öffentlichkeit durch Ausstellungen und Veröffentlichungen einen Zugang zum Thema Einband zu ermöglichen.

## Geschichte
Die Einbandforschung ist ein verhältnismäßig junger Wissenschaftszweig. Nach ersten Ansätzen im 18. Jahrhundert kam ihr erst im 19. Jahrhundert größeres Interesse zu. Die Anfänge sind in bibliophilen Kreisen zu finden. War es bis ins 18. Jahrhundert hinein noch üblich, alte Einbände durch neue zu ersetzen, um den Stil einer Bibliothek zu vereinheitlichen, wurde es in der historisierenden Zeit des 19. Jahrhunderts Mode, seine Schätze im Stil der Zeit binden zu lassen. Langsam entwickelten sich aus den Sammlern Kenner, die Einbandsammlungen anlegten und anfingen, die Geschichte der künstlerischen Verzierung zu erforschen. Aus diesem Interesse heraus entstand auch das erste Tafelwerk historischer Einbände, herausgegeben von Thomas Gibson Craig (1799–1886), der deshalb als früher Einbandforscher angesehen wird.
Die meisten Sammlungen wurden nach dem Tod ihrer Besitzer verkauft und gelangten so häufig in Museen und Bibliotheken. Dadurch inspiriert begannen erstmals auch Bibliothekare und Antiquare, Entwicklungen der Einbandformen, -techniken und der künstlerischen Gestaltung aufzuzeigen. Historiker und Buchbinder ergänzten dieses Wissen durch Kenntnisse über die Geschichte des Metiers und der Herstellung. In den ersten Jahren zeichneten sich besonders die Bibliothekare Walther Dolch und Friedrich Adolf Ebert durch die Katalogisierung von Einbänden, Richard Steche als Verfasser der ersten Einbandgeschichte und Paul Schwenke durch das Anlegen der ersten deutschen Sammlung von Einbanddurchreibungen und seine Anstöße zur historisch-kritischen und vergleichenden Untersuchung von Einbänden aus. Er erkannte, dass gerade der Einband wertvolle Hinweise auf die Geschichte und die Herkunft eines Buches liefern kann.
Schwenke wurde damit Vorläufer einer Bewegung, die im 20. Jahrhundert die zeitliche und lokale Einbandbestimmung und damit verbunden die Werkstattbestimmung durch Stempelvergleich als bedeutendsten Forschungszweig etablierte und die Einbandforschung so zur anerkannten Wissenschaft beförderte. Schon 1926 wurden für alle deutschen Bibliotheken Beschreibungsrichtlinien verbindlich, die alle wesentlichen Aspekte für die Einbandbestimmung vorsahen. Neben den künstlerisch wertvollen Einbänden wurden nun auch Gebrauchseinbände als Vergleichsmaterialien interessant. 1935 wurde die Technik der Stilanalyse des Einbandschmuckes entwickelt. Erst diese detailgenaue Untersuchung und Vergleichung einzelner Einbände ermöglichte eine Geschichtsschreibung der Einbandkunst, die heute das gesamte Spektrum des Einbandschaffens, vom Handeinband bis zum industriell gefertigten Verlagseinband, umfasst.

## Arbeitsmaterialien und Methoden

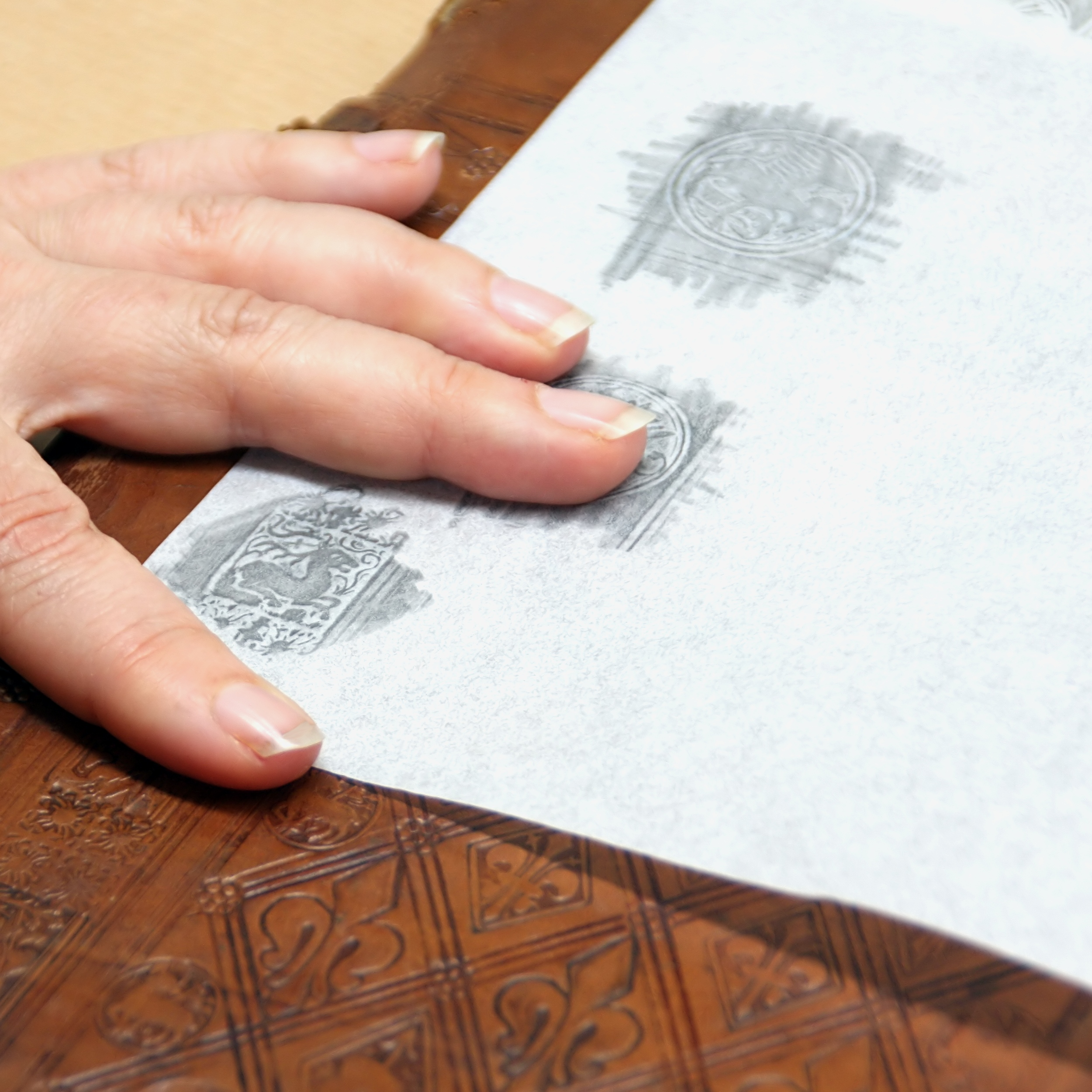
Durchreibung von Stempeln auf einem Bucheinband als Teil der Einbandforschung

Die gängigste Methode der Bestimmung von Handeinbänden ist der Vergleich von einzelnen Schmuckformen, von denen aus auf die Werkzeuge (Stempel, Rollen und Platten), mit denen diese hergestellt wurden, geschlossen wird. Vor dem Hintergrund detaillierter Kenntnisse über die Stilentwicklung lassen sich Einbände im günstigsten Fall einzelnen Werkstätten oder Buchbindern, zumindest aber einer Epoche oder einer Region zuordnen. Da jedem Einbandforscher in der Regel aber nur eine begrenzte Zahl an Originalen zur Verfügung stehen, spielen Reproduktionen eine entscheidende Rolle. Nach wie vor bieten Tafelwerke (die meist einen Ausschnitt von Bibliotheks- oder anderen Sammlungsbeständen abbilden) und Einbandkataloge eine breite Basis an Vergleichsmöglichkeiten. Hinzu kommen Antiquariats- oder Auktionskataloge sowie Bibliotheks- und Museumsführer. Darüber hinaus sind es selbst angefertigte Fotografien und vor allem Einbanddurchreibungen, die durch ihre verzerrungsfreie und größenidentische Darstellung eine hohe Wertschätzung genießen.
Die Bestimmung kann für Einbände des 15. und 16. Jahrhunderts mittels der Einbanddatenbank durchgeführt werden.
Verständlicherweise ist der Vergleich der Verzierungen auf jene Einbände beschränkt, die aufgrund eines gewissen Maßes an Dekoration eine Gegenüberstellung überhaupt ermöglichen. Da historisch gesehen aber immer nur ein kleiner Prozentsatz der Einbände aufwändige Verzierungen erhielt, ein Großteil der Gebrauchseinbände hingegen ungeschmückt oder wenig dekoriert blieb, müssen zusätzliche Kenntnisse herangezogen werden, um einen solchen Einband bestimmen zu können. Detailliertes Wissen über die historische Entwicklung der Bindeart, über Veränderungen in der Herstellung und Verwendung von Materialien gehören damit ebenfalls zum Handwerkszeug eines Einbandforschers.
Um das Quellenmaterial systematisch für den Vergleich aufzuarbeiten, ist es daher notwendig, die dokumentierten Objekte nach all diesen Gesichtspunkten zu untersuchen und im Anschluss nach den Regeln der Einbandbeschreibung zu katalogisieren:
- Eine Titelaufnahme des umschlossenen Werkes nach bibliographischen Gesichtspunkten
- Die Einbandmaße
- Das Material des Buchdeckels und der Bezugsstoffe
- Form und Einteilung des Buchrückens sowie Anzahl und Art der Bünde
- Informationen zu Kapitalansatz und Kapitalschmuck
- Beschaffenheit der Schnitte sowie Art und Ausführung der Schnittverzierung
- Aussehen und Material der Beschläge und Schließen
- Angaben zur Hefttechnik, zur Verbindung der Lagen, Verbindung mit Buchrücken und Buchdeckeln sowie zu Beschaffenheit und Aussehen des Vorsatzes
- Beschreibung der Einbandverzierung mit Fokus auf die Werkzeuge (Stempel, Rollen und Platten), der Schmuckformen und Darstellungen inklusive ihrer Größe und Anordnung
- Hinweise auf handschriftliche Eintragungen und genaue Beschreibung eventuell vorhandener Makulatur
- Aufgrund der vorhergehenden Angaben gewonnene Einschätzung der Herkunft und Entstehungszeit
- Nennung der Einbandkünstler, wie Buchbinder, Stempelschneider, Goldschmiede oder Klausurenmacher
- Erkenntnisse über die Provenienzen des Buches, beispielsweise durch Besitzvermerke
- Die verwendete Literatur

Fehldatierungen sind in der Einbandliteratur nicht selten. Vorarbeiten müssen daher immer auch mit einem kritischen Blick betrachtet werden.

## Verbindung zu Nachbarwissenschaften
Die Einbandforschung steht in sehr engem Kontakt zu Disziplinen wie Handschriftenkunde, Druck- und Kunstgeschichte, den Philologien oder auch der Technikgeschichte. So kann beispielsweise die in Einbänden verwendete Makulatur entscheidende Erkenntnisse sowohl für die betroffene Sprachwissenschaft als auch für die Handschriften- und Druckgeschichte hervorbringen, die Geschichte der Bucheinbandgestaltung in Beziehung gesetzt werden zu kunstgeschichtlichem Wissen oder Details aus dem Buchbinderhandwerk können zu Fortschritten in der wirtschaftlichen und sozialen Forschung führen.

## Belegangaben
1. ↑  Mazal: Einbandkunde. S. 345 f.
2. ↑  Mazal: Einbandkunde. 1997, S. 344–348.
3. ↑  Mazal: Einbandkunde. 1997, S. 348 f.
4. ↑  Helwig: Einführung in die Einbandkunde. S. 178–183.
5. ↑  Schmidt-Kunsemüller: Einbandforschung. In: Corsten (Hrsg.): Lexikon des gesamten Buchwesens. Bd. 2., S. 429.
6. ↑  Mazal: Einbandkunde. 1997, S. 351 f.
7. ↑  Mazal: Einbandkunde. 1997, S. 345 f.